# Emile Christian
Emile Joseph Christian, född den 20 april 1895 i Bywater, New Orleans, död den 3 december 1973 i samma stad, var en amerikansk jazzmusiker (trombonist, kornettist och basist).
Christian växte upp i en musikalisk familj och av hans syskon var hans bror Frank Christian (1887-1973) en relativt känd kornettist och orkesterledare. Båda bröderna spelade som unga i Papa Jack Laines berömda orkester. 
1917 åkte Christian till Chicago för att spela med Bert Kellys band där. Ett år senare erbjöds han en plats i Original Dixieland Jazz Band sedan detta bands ordinarie trombonist Eddie Edwards inkallats till militärtjänst, och flyttade till New York. Med ODJB gjorde Christian sina första skivinspelningar (bland annat hans egen komposition Satanic Blues) och han medföljde också bandet på dess mer än årslånga turné till London innan Edwards återvände till tromboniststolen.
Vistelsen i Europa hade uppenbarligen givit Christian mersmak och han tillbringade merparten av 1920- och 1930-talen här och spelade med orkestrar i såväl Tyskland som Frankrike och gjorde åtskilliga skivinspelningar med Lud Gluskins orkester. Han framträdde också i Skandinavien (inklusive Sverige) men även utanför Europa och arbetade ett tag bland annat i Indien innan han strax efter andra världskrigets utbrott återvände till USA.
På 1950-talet var Christian åter i sin hemstad och uppträdde där med flera olika orkestrar under ledning av bland annat Sharkey Bonano och Leon Prima. Med den senares mer kände bror, sångaren och trumpetaren Louis Prima turnerade Christian 1957. Han fortsatte att vara aktiv som musiker (och spelade in minst en LP under eget namn) fram till 1969, under de senare åren främst som basist.